# Stella Australis
Die Stella Australis (lateinisch: „Stern der Südhalbkugel“) ist ein Kreuzfahrtschiff, das 2010 auf der chilenischen Werft ASENAV für die chilenische Reederei Cruciero Australis gebaut wurde und seitdem für Expeditionskreuzfahrten in Südchile und Patagonien im Einsatz ist. 2017 kam das Schwesterschiff Ventus Australis hinzu.

## Geschichte
Auf Basis der Erfahrungen mit den Vorbauten Mare Australis und Via Australis wurde das Schiff als kleineres Kreuzfahrtschiff für Expeditionen rund um Feuerland und in die chilenischen Fjorde entworfen. Es wurde mit 100 geräumigen Kabinen für maximal 210 Passagiere ausgestattet.
Die Jungfernfahrt fand am 18. Dezember 2010 statt. Anschließend wurde das Schiff vorwiegend auf Kreuzfahrten in die chilenischen Fjorde sowie zwischen Ushuaia und Punta Arenas eingesetzt. Von Ushuaia gab es 4-tägige Kreuzfahrten, bei denen auch Kap Hoorn angelaufen wurde, während die Rückfahrten von Punta Arenas drei Tage dauerten.

## Technik
Die Stella Australis wurde für das raue Seegebiet im Bereich vom Kap Hoorn bemessen. Die fünf Passagierdecks erhielten die Namen Patagonia, Magellanes, Tierra del Fuego, Cabo del Hornos und Darwin. 96 der 100 Kabinen haben eine Größe von 16,5 m², vier sind etwas größer. Für den Ausblick auf die schönen Landschaften sind die Kabinen mit extra großen Fenstern (5 × 5 ft. bzw. 5 × 6 ft. in den oberen Decks) ausgestattet. Neben dem Restaurant gibt es Säle für Vorträge etc.
Die Maschinenanlage besteht aus zwei Cummins-Dieselmotoren mit je 1.400 PS Leistung. Die maximale Geschwindigkeit ist 13 kn, die Dienstgeschwindigkeit 12 kn.